# Port-sur-Saône

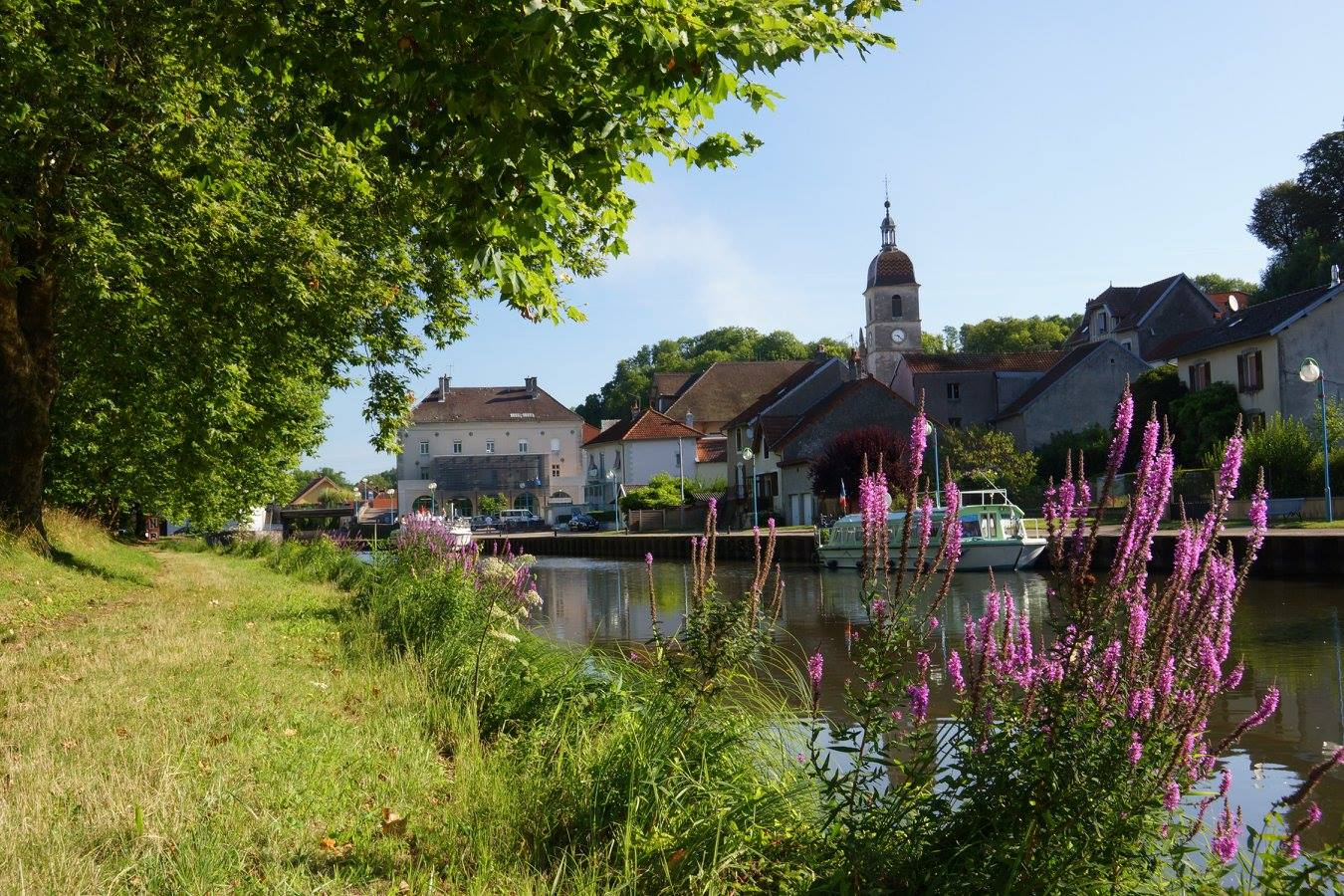
Vista del centro

Port-sur-Saône es una ciudad (en francés, ville) situada en el departamento de Alto Saona, en la región de Borgoña-Franco Condado.
El río Saona tiene varias islas en Port-sur-Saône. En medio de la ciudad, se encuentra la île du Moulin, que se extiende por casi un kilómetro. También hay otras dos islas más pequeñas: la isla de Beleau, ubicada al norte de la ciudad, en el borde de Chaux-lès-Port, y la isla de Gilley, ubicada entre Port-sur-Saône y Vauchoux.
La ciudad cuenta con un puerto fluvial de carga y deportivo, ubicado sobre un brazo del río.

## Demografía

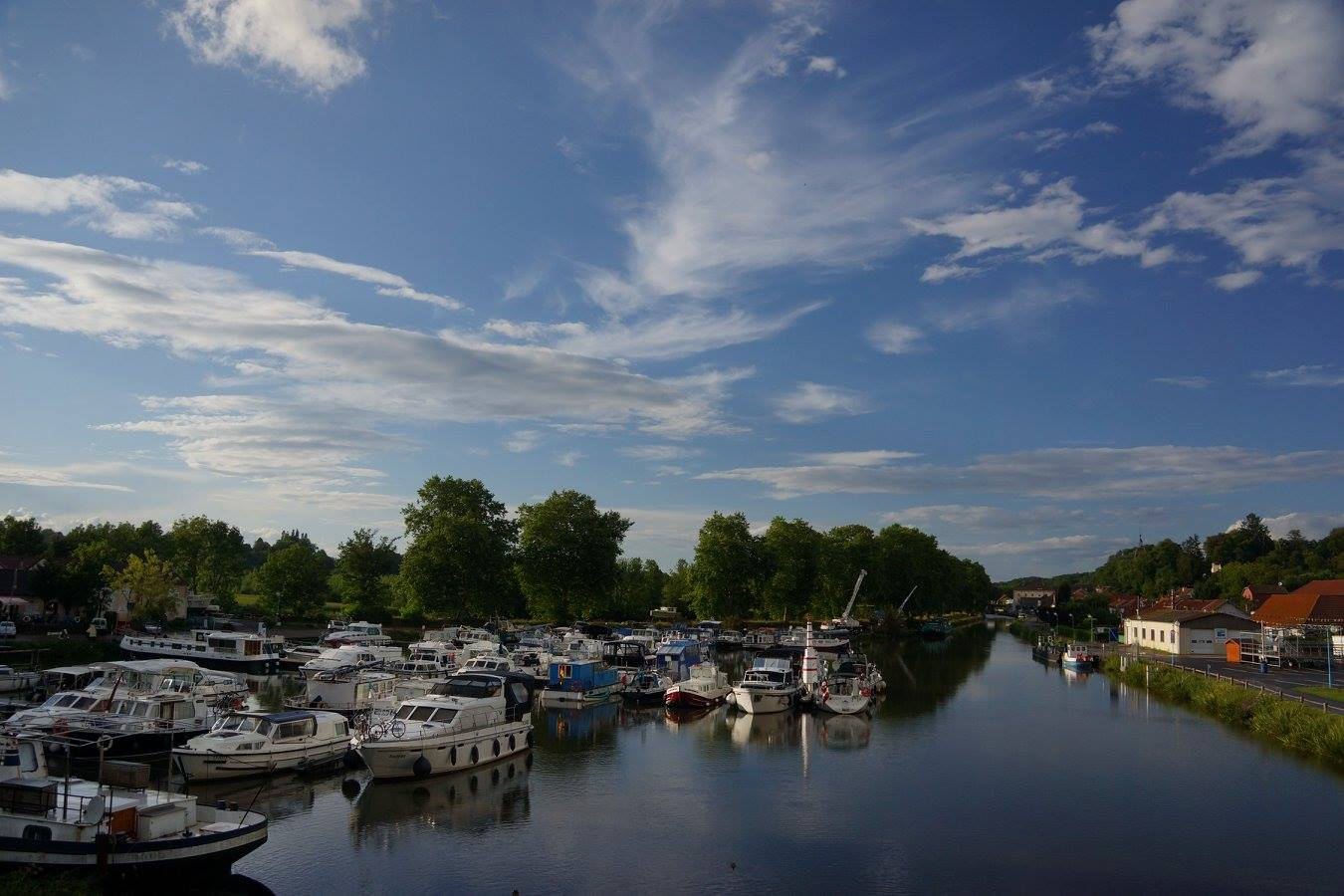
El puerto

| 1725 | 2056 | 2482 | 2642 | 2521 | 2273 | 3001 | 2954 |
| Para los censos de 1962 a 1999 la población legal corresponde a la población sin duplicidades (Fuente: INSEE [Consultar]) |      |      |      |      |      |      |      |

## Economía
Port-sur-Saône alberga la sede social de Euroserum, el tercer mayor productor mundial de suero de leche en polvo.